# イスマーイール・ハニーヤ
- イスマーイール・ハニーヤ
- イスマイル・ハニヤ[1]

イスマーイール・ハニーヤ、イスマイル・ハニヤ（アラビア語: إسماعيل هنية、Ismāʿīl Hanīyah ないしは Hanīya、1962年1月29日 - 2024年7月31日）は、パレスチナの政治家。ハマース（ハマス）の指導者。
2006年1月25日のパレスチナ立法評議会選挙でハマースが大勝したことに伴い、3月29日にパレスチナの首相に就任した。ハマースとファタハの連立内閣を実現するために2007年2月15日に辞任し、3月18日に連立内閣の首相に就任した。6月11日、ハマースはガザ地区を占拠して、ハマースとファタハの内部抗争は内戦化した。6月14日、アッバース大統領はハニーヤ首相を解任し、ハマースを排除したファタハ主導の政権を樹立したが、ハニーヤは解任を拒否。ハニーヤ内閣こそ、パレスチナの正当政府であるとして、2014年6月2日に統一政権が発足するまでガザ地区において首相として独自の行政を行った。

## 名前
日本の報道ではラストネームが長母音抜きのハニヤと表記されることも多い（NHKのみハニーヤと表記）。
なお現地方言ではハニーイェ、ハニーエと聞こえる発音となるため英語記事ではHaniyehとの表記が混在している。

## 経歴

### 生い立ち
ハニーヤはガザのアッ・シャーティー難民キャンプで生まれた。ハニーヤの両親は第一次中東戦争で現在のイスラエル・アシュケロンにあった家を失い難民となった。
ハニーヤは1987年にガザ・イスラーム大学をアラビア文学の学位をとって卒業した。1989年から3年間のイスラエル政府による投獄ののち、1992年にレバノンに退去させられた。1年後、ハニーヤはガザに戻り、イスラム大学の学部長に任命された。ハマースの精神的指導者であるアフマド・ヤースィーンが1997年に釈放されると、ハニーヤはその事務所の責任者に指名された。ハニーヤはイスラエル市民への攻撃に加担していると断定され、イスラエル軍から狙われることとなった。2003年にエルサレムで自爆攻撃が発生し、イスラエル空軍によるハマースの指導者排除を試みた攻撃でハニーヤは手を負傷した。アル＝アクサー・インティファーダの間にイスラエル治安部隊が多くのハマース指導者を暗殺していったため、また彼にはヤースィーンとの繋がりがあったために、ハニーヤのハマース内での地位は強くなっていった。2005年12月、ハニーヤはパレスチナ評議会選挙でのハマースの名簿1位に選ばれた。
2006年2月16日、ハマースはパレスチナの首相としてハニーヤを推薦した。

### 首相就任が決定的となった際の反応
2006年の評議会選挙でのハマースの勝利を受けて、イスラエルは自治政府に対する事実上の経済制裁を含む一連の懲罰措置の実施を決定した。イスラエル首相代理エフード・オルメルト（当時）はイスラエルがパレスチナ自治政府の代理で徴収している税金のうち、月5000万ドル以上は自治政府に引き渡さないと発表した。ハニーヤは、このイスラエルのパレスチナに対する制裁措置に対して、ハマースは武装解除もイスラエルを承認することもないと述べ、これをはねつけた。ハニーヤは「イスラエルはパレスチナ人が表明した民主主義に対して異なる対応をとるべきだった」と述べ、ハマースがこの制裁措置に甘んじて従わなければならないことを悔やんだ。
ハマースをテロ組織とみなすアメリカ政府は、パレスチナ自治政府への海外からの助成金のうち、まだ使われていない5000万ドルを合衆国に返却するよう要求し、パレスチナ経済相 Mazen Sonokrot はこれに同意した。アメリカとEUからの助成金を失い、ハニーヤは「欧米はいつもその寄付をパレスチナ人に圧力をかけるために利用する」と発言した。
2006年6月30日、イスラエル政府はハマース過激派が拘束しているイスラエル兵士ギラド・シャリートを危害を加えずに解放しなければハニーヤを暗殺すると表明した。それをうけて、ハニーヤを含むハマースのガザ地区の政治指導者は次々と身を隠した。10月の初め、ハニーヤは彼がイスラエルを認めていないと発言した。
2006年10月20日、ファタハとハマースの派閥闘争を終結させる協定締結の前夜に、ハニーヤの部隊がガザで放火を浴び、車の1台に火を放たれた。ハニーヤはこの攻撃では負傷しなかった。ハマースの情報筋はこれは暗殺の試みではないと述べ、自治政府筋はこの攻撃はハマースとの衝突で死んだファタハのメンバーの親族によるものだと述べた。
2006年12月14日、ハニーヤはラファフ検問所でエジプトからガザへの国境通過を拒否された。その国境検問所はイスラエル国防相アミール・ペレツの命令でEUの監視要員に閉鎖された。ハニーヤは首相として初の公式訪問を終えてガザに戻るところだった。ハニーヤはこのとき、国外からの自治政府への寄付金として推定3000万ドルを所持していたと伝えられる。イスラエル政府はその寄付金を持ち込まないという条件で、ハニーヤが国境を通過することを許可すると発表した。そうすれば、その寄付金はアラブ連盟のエジプトにある銀行口座に移送されることになったと報道は伝えている。その後、ハマースの戦闘員とパレスチナ大統領警護隊との銃撃戦が発生した。検問所を運営していたEUの監視員たちは無事に避難させられた。その後、ハニーヤが国境を通過しようと試みた際、銃火の交換によってボディーガードの1人が死亡し、ハニーヤの長男が負傷した。ハマースはこの事件をファタハによるハニーヤの殺人未遂だと非難し、ヨルダン川西岸地区とガザでのファタハとの銃撃戦を鼓舞した。ハニーヤは、彼は誰が犯人なのか知っているものの名指しはせず、パレスチナ人の団結を訴えた、と伝えられる。その後、エジプトがこの状況の仲介を申し出た。

### エジプトのムバーラク体制崩壊後
2011年のエジプト革命で親イスラエルのムバーラク体制が崩壊し、翌2012年6月にはハマースの母体でもあるムスリム同胞団出身のムハンマド・ムルシーが大統領に就任した。これを受けて同年7月26日、ハニーヤはエジプトを訪問、ムルシー大統領と会談した。同年9月1日、ガザ・ハマース政府の内閣改造を行い、財務大臣を含む7人の新任の大臣を任命した。10月23日、2007年のハマースによるガザ制圧以後で初の外国元首としてガザ地区を訪問したカタールのハマド・ビン・ハリーファ・アール＝サーニー首長と会談した。ハマド首長は、ガザ再建のために多額の支援を行うことを表明した。
2014年、西岸政府との分裂状態が解消し、同年6月2日統一暫定政権が発足、首相はハニーヤではなく西岸政府側のラーミー・ハムダッラーが就いた。同年7月29日、ガザ地区の自宅がイスラエルからの空爆を受けた。
2017年5月6日に開催されたマジュリス・アル＝シューラー（党諮問評議会）にて新指導者に選出された。2018年1月31日にはアメリカ合衆国連邦政府によってテロリスト指定を受け、アメリカ国内にある資産の凍結やアメリカの個人・企業との取引を禁じられた。
2023年10月7日に発生した、2023年パレスチナ・イスラエル戦争では、「パレスチナの人々はこの75年、難民キャンプ暮らしを強いられている」と述べ、攻撃がヨルダン川西岸とエルサレムにも広がるとの見方を示した。同年11月9日以降、エジプトを訪問して和平協議を行い、同月中にイスラエル側の人質を開放する条件で限定的な停戦期間を得たが、翌12月1日には戦闘が再開。同年12月20日、再びエジプトを訪問して戦闘中止に向けた道筋を探すこととなった。

### 親族と自身の死
2024年4月10日、イスラエル軍は、ガザで作戦部隊に所属していたハーニヤの息子3人を殺害したと発表し、孫4人も死亡が伝えられた。乗っていた車がイスラエル軍の無人機に空爆された。ハニーヤは「息子を標的にすることでハマスの姿勢を変えられるとイスラエルが考えているなら、それは妄想にすぎない」とコメントした。さらに同年6月25日には、イスラエル軍によるガザ地区への空爆により、親族10人が死亡した。
2024年5月20日、国際刑事裁判所(ICC)のカリム・カーン主任検察官がパレスチナ・イスラエル戦争における状況を踏まえ、イスラエルのネタニヤフ首相とガラント国防相、ハマース幹部で軍事部門トップのデイフ、ガザ地区指導者シンワルと共に、ハニーヤに逮捕状を請求することが明らかにされた。
2024年7月31日、ロイター通信はハニーヤがイランのテヘランで暗殺されたと報じた。同日、イランのイスラム革命防衛隊がハニーヤが暗殺されたことを発表した。また、一緒にいたボディーガード1人も殺害された。イスラエル政府は事件後しばらく、殺害への関与に肯定も否定もしなかったが、12月23日になってイスラエル・カッツ国防相がハニーヤの殺害に関与したことを認めた。